# Lisa Moretti
Lisa Moretti (Inglewood, 26 november 1961) is een Amerikaans professioneel worstelaarster die vooral bekend is van haar tijd bij World Wrestling Federation/Entertainment als Ivory, van 1999 tot 2005.

## In het worstelen
- Finishers
  - Poison Ivory (Facebuster)
  - Samoan driver

- Signature moves
  - Big swing
  - DDT
  - Diving crossbody
  - Northern Lights suplex
  - Running bulldog
  - Snap suplex
  - Scoop slam
  - Small package

- Worstelaars managed
  - Mark Henry
  - D'Lo Brown
  - Right to Censor
  - The Hurricane
  - Lance Storm

## Prestaties
- Carolina Championship Wrestling
  - CCW Women's Tag Team Championship (1 keer met Bambi)

- Gorgeous Ladies of Wrestling
  - GLOW Championship (1 keer)
  - GLOW Tag Team Championship (1 keer met Ashley Cartier)

- Powerful Women of Wrestling
  - PWOW Championship (2 keer)

- SuperGirls Wrestling
  - NWA SuperGirls Championship (1 keer)

- World Wrestling Federation
  - WWF Women's Championship (3 keer)